# Saint-Martin-de-Vaulserre
Saint-Martin-de-Vaulserre là một xã thuộc tỉnh Isère, vùng Rhône-Alpes, đông nam nước Pháp.